# Indiase hockeyploeg (mannen)

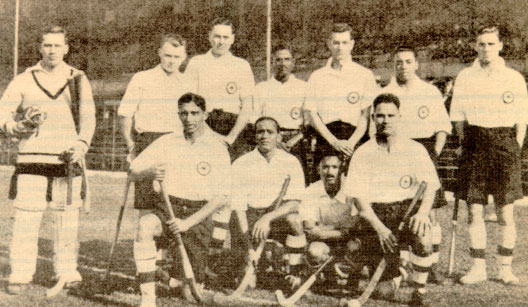
De Indiase hockeyploeg op de Olympische Spelen van 1928

De Indiase hockeyploeg voor mannen is de nationale ploeg die India vertegenwoordigt tijdens interlands in het hockey. Het land is actief sinds 1928, toen nog als Brits-Indië en was het eerste team van buiten Europa dat lid werd van de internationale hockeybond. In 1928 begon ook hun ongeslagen reeks op de Olympische Spelen, die tot 1956 duurde. Dit resulteerde in 6 gouden medailles op rij. In de relatief lange periode hierna, tot de Olympische Spelen van 2020 in Tokio, begon het team geleidelijk minder dominant te worden op de internationale toernooien, met als absolute dieptepunt de absentie op de Olympische Spelen van 2008 in Beijing. Vier jaar later was het weer present op de Spelen van Londen en werd het vierde in de Champions Trophy. Op de Olympische Zomerspelen van 2020 in Tokio in 2021 won India voor het eerst sinds 1980 weer een Olympische, bronzen, medaille.
In totaal werden er 12 olympische medailles gewonnen, waarvan 8 gouden. India werd eenmaal wereldkampioen, in 1975, en driemaal Aziatisch kampioen, in 2003, 2007 en 2017.

## Erelijst Indiase hockeyploeg
| Jaar | Champions Trophy        | Aziatisch kampioenschap | Olympische Spelen         | Wereldkampioenschap             | Hockey World League Hockey Pro League |
| ---- | ----------------------- | ----------------------- | ------------------------- | ------------------------------- | ------------------------------------- |
| 1928 |                         |                         | OS 1928 Amsterdam         |                                 |                                       |
| 1932 |                         |                         | OS 1932 Los Angeles       |                                 |                                       |
| 1936 |                         |                         | OS 1936 Berlijn           |                                 |                                       |
| 1948 |                         |                         | OS 1948 Londen            |                                 |                                       |
| 1952 |                         |                         | OS 1952 Helsinki          |                                 |                                       |
| 1956 |                         |                         | OS 1956 Melbourne         |                                 |                                       |
| 1960 |                         |                         | OS 1960 Rome              |                                 |                                       |
| 1964 |                         |                         | OS 1964 Tokio             |                                 |                                       |
| 1968 |                         |                         | OS 1968 Mexico-Stad       |                                 |                                       |
| 1970 |                         |                         |                           |                                 |                                       |
| 1971 |                         |                         |                           | WK 1971 Barcelona               |                                       |
| 1972 |                         |                         | OS 1972 München           |                                 |                                       |
| 1973 |                         |                         |                           | WK 1973 Amstelveen              |                                       |
| 1974 |                         |                         |                           |                                 |                                       |
| 1975 |                         |                         |                           | WK 1975 Kuala Lumpur            |                                       |
| 1976 |                         |                         | 7e OS 1976 Montreal       |                                 |                                       |
| 1978 | geen deelname           |                         |                           | 6e WK 1978 Buenos Aires         |                                       |
| 1980 | 5e CT 1980 Karachi      |                         | OS 1980 Moskou            |                                 |                                       |
| 1981 | geen deelname           |                         |                           |                                 |                                       |
| 1982 | 3e CT 1982 Amstelveen   | AK 1982 Karachi         |                           | 5e WK 1982 Bombay               |                                       |
| 1983 | 4e CT 1983 Karachi      |                         |                           |                                 |                                       |
| 1984 | geen deelname           |                         | 5e OS 1984 Los Angeles    |                                 |                                       |
| 1985 | 6e CT 1985 Perth        | AK 1985 Dhaka           |                           |                                 |                                       |
| 1986 | 5e CT 1986 Karachi      |                         |                           | 12e WK 1986 Londen              |                                       |
| 1987 | geen deelname           |                         |                           |                                 |                                       |
| 1988 | geen deelname           |                         | 6e OS 1988 Seoel          |                                 |                                       |
| 1989 | 6e CT 1989 West-Berlijn | AK 1989 New Delhi       |                           |                                 |                                       |
| 1990 | geen deelname           |                         |                           | 10e WK 1990 Lahore              |                                       |
| 1991 | geen deelname           |                         |                           |                                 |                                       |
| 1992 | geen deelname           |                         | 7e OS 1992 Barcelona      |                                 |                                       |
| 1993 | geen deelname           | AK 1993 Hiroshima       |                           |                                 |                                       |
| 1994 | geen deelname           |                         |                           | 5e WK 1994 Sydney               |                                       |
| 1995 | 5e CT 1995 Berlijn      |                         |                           |                                 |                                       |
| 1996 | 4e CT 1996 Madras       |                         | 8e OS 1996 Atlanta        |                                 |                                       |
| 1997 | geen deelname           |                         |                           |                                 |                                       |
| 1998 | geen deelname           |                         |                           | 9e WK 1998 Utrecht              |                                       |
| 1999 | geen deelname           | AK 1999 Kuala Lumpur    |                           |                                 |                                       |
| 2000 | geen deelname           |                         | 7e OS 2000 Sydney         |                                 |                                       |
| 2001 | geen deelname           |                         |                           |                                 |                                       |
| 2002 | 4e CT 2002 Keulen       |                         |                           | 10e WK 2002 Kuala Lumpur        |                                       |
| 2003 | 4e CT 2003 Amstelveen   | AK 2003 Kuala Lumpur    |                           |                                 |                                       |
| 2004 | 4e CT 2004 Lahore       |                         | 7e OS 2004 Athene         |                                 |                                       |
| 2005 | 6e CT 2005 Chennai      |                         |                           |                                 |                                       |
| 2006 | geen deelname           |                         |                           | 11e WK 2006 Mönchengladbach     |                                       |
| 2007 | geen deelname           | AK 2007 Chennai         |                           |                                 |                                       |
| 2008 | geen deelname           |                         | geen deelname             |                                 |                                       |
| 2009 | geen deelname           | 5e AK 2009 Kuantan      |                           |                                 |                                       |
| 2010 | geen deelname           |                         |                           | 8e WK 2010 Mumbai               |                                       |
| 2011 | geen deelname           |                         |                           |                                 |                                       |
| 2012 | 4e CT 2012 Melbourne    |                         | 12e OS 2012 Londen        |                                 |                                       |
| 2013 |                         | AK 2013 Ipoh            |                           |                                 | 6e HWL 2012-13                        |
| 2014 | 4e CT 2014 Bhubaneswar  |                         |                           | 9e WK 2014 Den Haag             |                                       |
| 2015 |                         |                         |                           |                                 | HWL 2014-15                           |
| 2016 | CT 2016 Londen          |                         | 8e OS 2016 Rio de Janeiro |                                 |                                       |
| 2017 |                         | AK 2017 Dhaka           |                           |                                 | HWL 2016-17                           |
| 2018 | CT 2018 Breda           |                         |                           | 6e WK 2018 Bhubaneswar          |                                       |
| 2019 |                         |                         |                           |                                 | geen deelname                         |
| 2021 |                         |                         | OS 2020 Tokio             |                                 | 4e HPL 2020                           |
| 2022 |                         | AZ 2022 Jakarta         |                           |                                 | HPL 2022                              |
| 2023 |                         |                         |                           | 9e WK 2023 Bhubaneswar/Rourkela | 4e HPL 2023                           |
| 2024 |                         |                         | OS 2024 Parijs            |                                 | 7e HPL 2024                           |
| 2025 |                         | ?e AZ 2025 Rajgir       |                           |                                 | 8e HPL 2025                           |

1908: Engeland ·
1920: Groot-Brittannië ·
1928: Brits-Indië ·
1932: Brits-Indië ·
1936: Brits-Indië ·
1948: India ·
1952: India ·
1956: India ·
1960: Pakistan ·
1964: India ·
1968: Pakistan ·
1972: West-Duitsland ·
1976: Nieuw-Zeeland ·
1980: India ·
1984: Pakistan ·
1988: Groot-Brittannië ·
1992: Duitsland ·
1996: Nederland ·
2000: Nederland ·
2004: Australië ·
2008: Duitsland ·
2012: Duitsland ·
2016: Argentinië ·
2020: België ·
2024: Nederland